# عزبة شوفة
عزبة شوفة منطقة تقع إدارياً ضمن محافظة طولكرم في فلسطين.